# HIF1A
HIF1A, также HIF-1α (сокр. от англ. Hypoxia-inducible factor 1-alpha) — фактор, индуцируемый гипоксией 1-альфа, белок, является субъединицей гетеродимерного фактора транскрипции, фактора, индуцируемого гипоксией 1 (HIF-1), который кодируется одноимённым геном HIF1A, локализованный на длинном плече (q-плече) 14-й хромосомы.
Белок относится к семейству bHLH, содержащий домен PAS, и считается основным регулятором транскрипции клеточного и развивающего ответа на гипоксию.
Нарушение регуляции и сверхэкспрессия HIF-1α либо гипоксия или генетические изменения были в значительной степени вовлечены в этиологии рака, а также с рядом других патофизиологий, особенно в областях васкуляризации и ангиогенеза, энергетического обмена, выживаемости клеток и инвазии опухолей.

## Структура
HIF1 представляет собой гетеродимерную bHLH-структуру, состоящую из двух субъединиц — HIF-1α или α-субъединицы и ядерного транслокатора AH-рецептора (ARNT), β-субъединицы. HIF-1α содержит базовую область спираль-петля-спираль (helix-loop-helix) рядом с C-концом, за которой следуют два разных домена PAS (PER-ARNT-SIM) и PAC (PAS-ассоциированный с C-концом домен). Полипептид HIF-1α также содержит мотив сигнала ядерной локализации (NTL), два трансактивирующих домена CTAD и NTAD и промежуточный ингибирующий домен (ID), который может подавлять транскрипционные активности CTAD и NTAD. В общей сложности имеется три изоформы HIF1A, образованные путём альтернативного сплайсинга, однако изоформа 1 была выбрана в качестве канонической структуры и является наиболее широко изученной изоформой в структуре и по выполняемым функциям.

## Гены и экспрессия
Ген HIF1A человека кодирует альфа-субъединицу, транскрипционный фактор HIF-1A, фактора, индуцируемого гипоксией (HIF1). Уровень экспрессии HIF-1A зависит от его активизации GC-промоторной области. В нормоксических условиях (при нормальной концентрации кислорода) в большинстве клеток ген HIF1A конститутивно экспрессируется на низких уровнях, однако при гипоксии транскрипция HIF1A часто значительно повышается. Как правило, кислород-независимый путь регулирует экспрессию белка, а зависящий от кислорода путь регулирует деградацию. При независимом от гипоксии способе экспрессия HIF1A может регулироваться через чувствительным к окислительно-восстановительным реакциям механизмом.

## Выполняемые функции
Фактор транскрипции HIF-1 играет важную роль в клеточном ответе на системные уровни кислорода у млекопитающих. Активность HIF1A регулируется множеством посттрансляционных модификаций: гидроксилирование, ацетилирование и фосфорилирование. HIF-1, как известно, индуцирует транскрипцию более 60 генов, включая VEGF и эритропоэтин, участвующих в биологических процессах, таких как ангиогенез и эритропоэз, которые способствуют продвижению и увеличению доставки кислорода в гипоксические области. HIF-1 также индуцирует транскрипцию генов, участвующих в пролиферации и выживаемости клеток, а также в метаболизме глюкозы и железа. В соответствии с его динамической биологической ролью HIF-1 реагирует на системные уровни кислорода, подвергаясь конформационным изменениям, и связывается с HRE-промоторными регионами генов, чувствительных к гипоксии, для последующей индукции транскрипции. Стабильность HIF-1α, субклеточная локализация, а также активность транскрипции особенно зависят от уровня кислорода. Альфа-субъединица образует гетеродимер с бета-субъединицей. При нормоксических условиях VHL-опосредованный путь убиквитин-протеазы быстро разрушает молекулы HIF-1α; однако при гипоксии предотвращается деградация белка HIF-1α и происходит накопление HIF-1A, чтобы связываться с HIF-1β для осуществления транскрипционных ролей генов-мишеней. Ферменты пролилгидроксилаза (PHD) и HIF-пролилгидроксилаза (HPH) участвуют в специфической посттрансляционной модификации остатков пролина HIF-1A (P402 и P564 в домене ODD), позволяющую связывать VHL с HIF-1α. Ферментативная активность кислородного датчика диоксигеназы PHD зависит от уровня кислорода, так как он требует кислорода в качестве одного из основных субстратов для переноса на остаток пролина HIF-1α. Затем гидроксилированный остаток пролина HIF-1α распознаётся и погружается в гидрофобное ядро онкосупрессорного белка von Hippel—Lindau (VHL), который сам является частью фермента убиквитинлигазы. Гидроксилирование остатка пролина HIF-1α также регулирует его способность связываться с коактиваторами при гипоксии. Функция гена HIF1A может быть эффективно исследована нокдауном siRNA, основанной на независимой проверке.

### Участие в регенерации
В нормальных условиях после травмы происходит деградация HIF-1α пролилгидроксилазами (PHD). В июне 2015 года учёные обнаружили, что продолжение регуляции HIF-1α через ингибиторы PHD восстанавливает потерянные или повреждённые ткани у млекопитающих, которые имеют ответ на восстановление; и продолжающаяся понижающая регуляция HIF-1α приводит к заживлению с помощью рубцевого ответа у млекопитающих с предыдущим восстановительным ответом на потерю ткани. Акт регулирования HIF-1α может либо отключить, либо включить ключевые процессы регенерации млекопитающих.

## Регуляция
Содержание HIF-1α (и его последующая активность) регулируется транскрипционно с помощью NF-κB-зависимого способа. Кроме того, скоординированная активность пролилгидроксилаз (PHD) поддерживает соответствующий баланс белка HIF-1A в посттрансляционной фазе.
Факторы, увеличивающие концентрацию HIF-1A:
- Модуляторы деградации:
  - Кислородно-зависимые
    - EPP UCP (деградирует pHVL)
    - VDU2 (де-убивиктиназы HIF-1A)
    - SUMOляция (через RSUME)
    - ДеSUMOляция(через SENP1)

  - Кислородно-независимые:
    - Кальцинеурин A (Ca2+-зависимый, через RACK1)
    - L-аргинин (донор NO, повышение нитрозилирования HIF и ингибирования PHD)
- Модуляторы транскрипции:
  - РНК-связывающие белки, PTB и HuR
  - Пути PtdIns3K и MAPK
  - IRES-опосредованная трансляция
  - кальциевая сигнализация
  - микроРНК

Факторы уменьшающие концентрацию HIF-1A:
- Модуляторы деградации:
  - Кислородно-зависимые:
    - PHD, VHL, OS-9 и SSAT2
    - SUMOляция

  - Кислород-независимые
    - RACK1 и SSAT1
    - GSK3β
    - FOXO4
- Модуляторы транскрипции:
  - Кальциевая сигнализация
  - микроРНК

## Участие в канцерогенезе
HIF-1 сверхэкспрессируется при многих злокачественных новообразованиях человека. Сверхэкспрессия HIF-1 в значительной степени связана с продвижением роста опухоли и метастазов, посредством участии в инициировании ангиогенеза и регулировании клеточного метаболизма для преодоления гипоксии. Гипоксия способствует апоптозу как в нормальных, так и в опухолевых клетках. Однако гипоксические условия в микроокружении опухоли особенно, наряду с накоплением генетических изменений (мутаций), часто способствуют избыточной экспрессии HIF-1.
Значительная экспрессия HIF-1 отмечена в большинстве исследованных солидных опухолей, которые включают рак толстой кишки, карцинома молочной железы, поджелудочной железы, почек, аденокарцинома предстательной железы, карцинома яичника, рак головного мозга и мочевого пузыря. Клинически повышенные уровни HIF-1 в ряде видов рака, включая рак шейки матки, немелкоклеточный рак лёгкого, рак молочной железы (LV-положительный и отрицательный), олигодендроглиома, рак орофарингии, рак яичников, рак эндометрия, рак пищевода, опухоли головы и шеи, и рак желудка, были связаны с агрессивной прогрессией опухоли и, таким образом, были замечены как прегностический и прогностический маркер устойчивости к лучевой терапии, химиотерапии и повышенной смертности.
Экспрессия HIF-1A также может регулировать прогрессирование опухоли молочной железы. Повышенные уровни HIF-1A могут быть обнаружены при раннем развитии рака и были обнаружены при ранней карциноме in situ протоков, доинвазивной стадии развития рака молочной железы, а также связаны с повышенной плотностью микроциркуляторности при опухолевых поражениях. Более того, несмотря на гистологически определённую низкосортную, отрицательную опухоль молочной железы лимфатических узлов в подгруппе исследованных пациентов, обнаружение значительной экспрессии HIF-1A способно самостоятельно предсказать плохой ответ на терапию. Аналогичные результаты были опубликованы в исследованиях рака мозга и рака яичников, а также указывают на регуляторную роль HIF-1A в инициировании ангиогенеза посредством взаимодействия с проангиогенными факторами, такими как VEGF. Исследования мультиформной глиобластомы показывают поразительное сходство между моделью экспрессии HIF-1A и уровнем транскрипции гена VEGF. Кроме того, высокосортные глиобластома-мультиформные опухоли с высокой экспрессией VEGF, похожие на рак молочной железы с имеющейся гиперэкспрессией HIF-1A, демонстрируют значительные признаки процесса неоваскуляризации (новая васкуляризация) опухоли. Это дополнительно указывает на регуляторную роль HIF-1A в продвижении прогрессирования опухоли, вероятно, посредством индуцированных гипоксией путей экспрессии VEGF.
Сверхэкспрессия HIF-1A в опухолях может также возникать в гипоксически-независимом пути. В гемагиобластоме экспрессия HIF-1A встречается в большинстве клеток, отобранных из хорошо васкуляризированной опухоли. Хотя при карциноме почки и гемагиобластоме ген von Hippel-Lindau инактивирован, HIF-1A всё ещё экспрессируется на достаточно высоких уровнях. В дополнение к сверхэкспрессии VEGF в ответных повышенных уровнях HIF-1A путь PI3K/AKT также участвует в росте опухоли. При раке предстательной железы часто встречающаяся мутация PTEN, связана с прогрессированием опухоли в сторону маглинизационной стадии, повышенной сосудистой плотностью и ангиогенезом.
Во время гипоксии, избыточная экспрессия опухолевого супрессора р53 может быть связана с HIF-1A-зависимым путём для инициирования апоптоза. Более того, p53-независимый путь может также индуцировать апоптоз через путь Bcl-2. Однако чрезмерная экспрессия HIF-1A является туморогенной и индивидуально-специфической и зависит от сопровождающих генетических изменений и уровней присутствующих про-и антиапоптотических факторов. Одно исследование, связанное с карциномой эпителия яичников показало, что HIF-1A и нефункциональный супрессор опухолей р53 имеет корреляцию с низкими уровнями апоптоза опухолевых клеток и плохим прогнозом. Кроме того, ранние стадии рака пищевода с показанной сверхэкспрессией HIF-1 и отсутствием экспрессии BCL2 также не привели к фотодинамической терапии. Исследования мультиформной глиобластомы показывают поразительное сходство между моделью экспрессии белка HIF-1A и уровнем транскрипции гена VEGF.
Хотя исследовательские усилия по разработке терапевтических препаратов для лечения связанных с гипоксией опухолевых клеток продолжаются в течение многих лет, до сих пор нет никакого прорыва, который показал селективность и эффективность при нацеливании на HIF-1A-путь для уменьшения прогрессирования опухоли и ангиогенеза. Успешные терапевтические подходы в будущем также могут быть особенно специфичными для конкретных видов рака у людей и, по-видимому, вряд ли будут широко применяться из-за генетически гетерогенного характера многих типов и подтипов рака.

## Взаимодействия с белками
HIF-1A взаимодействует со следующими белками:
- ARNTL,[68]
- ARNT,[6][69]
- CREBB,[70][71][72]
- EP300[англ.],[40][73]
- HIF1AN[англ.],[74]
- Mdm2[англ.],[75][76]
- NR4A[англ.],[77]
- P53,[75][76][78][79]
- PSMA7[англ.],[80]
- STAT3,[81]
- UBC[англ.],[72][77][82]
- VH[72][74][77][81][82][83][84][85][86][87] и
- VHL[88]
- GR (NR3C1)[89][90].